# 海权对历史的影响1660—1783
，是1890年由阿尔弗雷德·赛耶·马汉所撰的海战史及海权理论著作。此书详细阐述了海权在历史，尤其是1660年地理大发现至1783年世界史的发展所起到的作用，同时论述了制海权的一些必要因素，着重阐述了致力于获得最大国家利益的沿海国家应当保持一支强大的舰队。学术界认为此书是目前关于海上战略最有影响力著作，而此书的观点以及建议的政策则迅速被当时的海洋大国所接受。此书所带来的直接結果就是在第一次世界大战中人类前所未有的大艦巨炮海军竞赛以及海军较量。

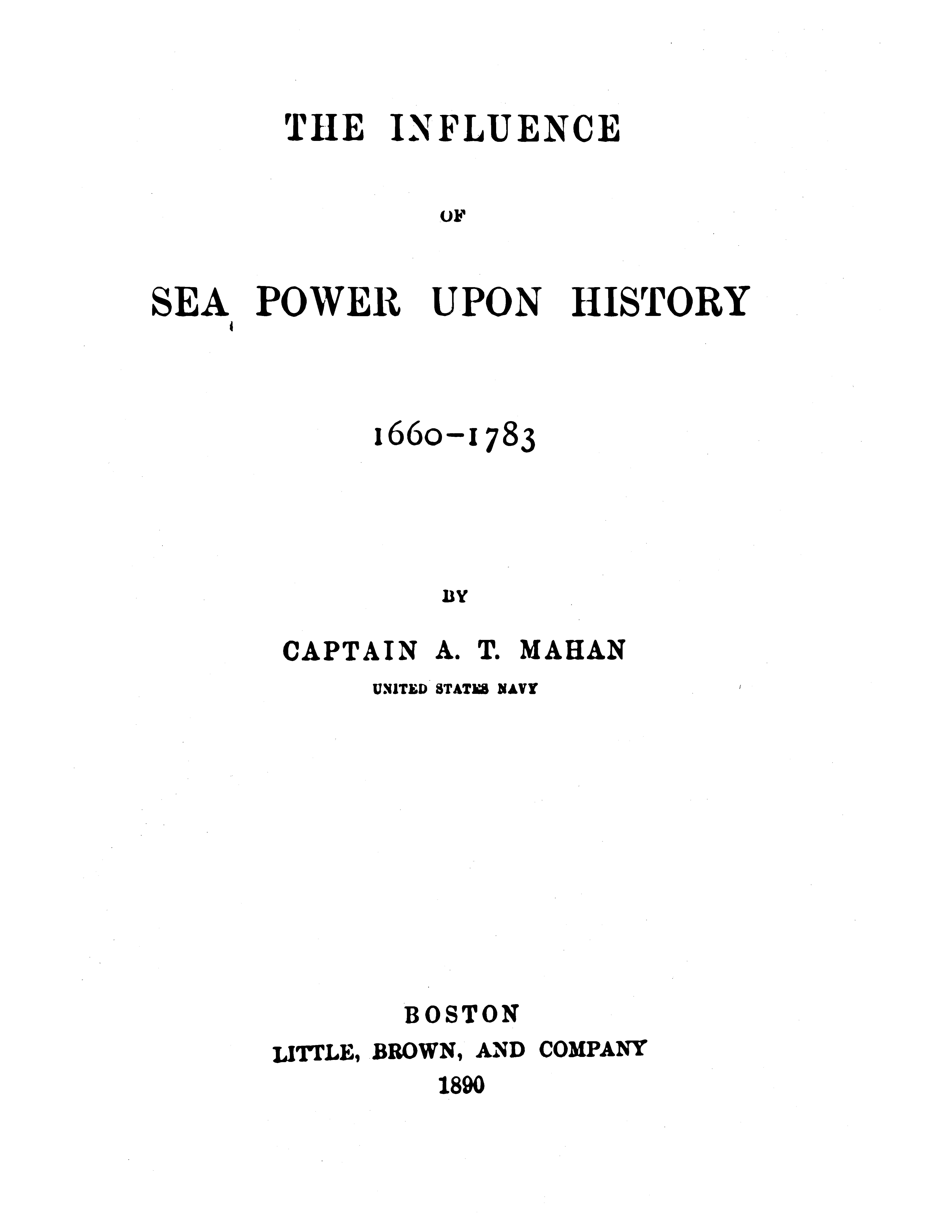
《海权对历史的影响1660-1783》初版扉頁

此書的名稱並非「海權論」，馬漢關於海權論的重要著作共有四部，除本書以外另有：《海權對法國革命及帝國的影響1793—1812》、《海權的影響與1812年戰爭的關係》和《海軍戰略》。

## 纵观
马汉通过大量的接触海战史料以及分析得出了海权论。他在利马研读历史书籍时系统的阐述了海权论思想。随后该书在其就任美国海军战争学院院长时出版，并作为教科书使用。
该书从先论证了捍卫海上主权的重要因素，尤其是大英帝国从一个岛国发展为日不落帝国这一过程中海上力量的重要作用。马汉在该书中阐明如地理位置、自然形态、版图大小、人口数量、民族个性以及政府制度和政策六大必要因素是构成强大的海军以及商船舰队从而捍卫海权的重要因素，由此他提出了任何陆军在世界性的军事战争中都将不得不屈从于海上封鎖所带来影响与打击。该书阐述了一系列欧洲，美洲战争中海上力量的运用。近代学术界认为该书的观点，尤其是在一战后海权论在美国的扎根，造就了美国从孤立，不注重海上权力到其注重海上力量并使美国海军脱胎换骨逐步成为世界最强大海军有着关键性的影响，时至今日，海权理论仍然被视为是美国海军的战略理论核心。

## 对海上力量的思考
尽管在全书的阐述中使用的是间接例证（大量引用史料而非真实直接战报或第一手资料），但全书清晰的条理以及概念赢得了海军至上主义者的广泛支持。海上力量对殖民主义的支持从西方大国在亚洲非洲的殖民扩张中得到了充分的体现。与此同时在装备科技领域的快速发展中，例如推进系统从蒸汽轮机到内燃轮机，舰炮的发展，高爆弹的发明以及装甲技术的运用，新兴的驱逐舰、潜艇，以及无线电通讯的发展与运用造就了马汉在中所大力宣扬的大型军舰舰队以及海上命令协同作战成为了可能。
在德意志帝国，马汉甚至成为了家喻户晓的名人。德皇威廉二世下令当时德意志帝国的官员们阅读马汉的著作，同时时任海军上将的阿尔弗雷德·冯·提尔皮茨也根据马汉的海权论以及其声誉在帝国中争取到了资金以发展德国的水面舰队。在日本，马汉的理论得到了日本帝国的极力推崇，并发展起了一支相当规模的海军。特别是在二战时期日本的舰队作战战略与马汉所说的思想如出一辙。
在1890年至1915年间也就是一战前夜剑拔弩张的时期，马汉与英国海军上将约翰·费舍尔面临了同样的一个问题——如何在自身海军力量不足以同时覆盖本土附近水域以及远洋水域的情况下，确保仍然能够控制管辖这些水域。马汉主张集中海军主力放在近海水域以确保本土安全，并以小规模舰队继续统辖远洋水域。而费舍尔的思路则完全相反，他主张最大化利用潜艇作为防卫本土水域的武器，以战列巡洋舰为首的机动舰队作为保护远洋水域利益的手段。
法国也是接受马汉理论的国家之一，但之后做出了很大的调整。在1914年法国制定的海战战略中完全按照马汉所讲的舰队决战立论以及占领关键海域为方针。但第一次世界大战则改变了法国对于海军作战海域，从单纯的远海决战，到护航以及海陆协同作战。战争中德国始终未与法海军主力发生如日德兰海战一样的决战，而在1915年加里波利战役中的登陆战，潜艇力量兴起以及护航舰队的使用展示了海军在战争中的除决战以外的其他角色。
海军对于确保协约国的胜利这一观点在1918年的法国公民投票中并没有被完全认同。但对于各种海战海权理论综合而成的一些新理论，尤其是海军上将卡斯泰在1927年至1935年两战期间所综合得出的海上理论著作。卡斯泰与马汉的理论相反，他认为制海权在于控制海上交通线同时预见了海军航空兵以及潜艇在海上力量中的角色。卡斯泰的海军理论并不仅仅包括纯军事的因素，非军事因素也是海战中确保胜利的重要部分，其中包括了诸如政治，地理，联盟，民意以及制约力力量这些非军事因素以及一些人为因素诸如经济力量，战略的进攻性以及防御性，交流，行动方案，士气以及命令质量。
尽管马汉对于其他非美国国家的海军战略造成了深刻的影响，但对美国当时的影响甚微，这与美国在一战之前的孤立主义不无关系。直到一战之后美国才逐渐意识到在美国海外利益的扩张下海军的重要性，并着重发展海军。马汉则在一战爆发后几个月逝世于华盛顿。

## 出版經過
馬漢擔任海軍戰爭學院院長時，想將他上課的講義出書當教科書。他於1888年9月寫信給出版了他第一本書的斯克里布納之子公司，但該公司認為此書過於專門，普通讀者不會有興趣而婉拒出版。一年後馬漢再度尋找出版商，仍然被拒。馬漢於1889年9月寫信給前任院長斯蒂芬·盧斯少將，表示想放棄出書。該校教授詹姆斯·R·索利是馬漢的朋友，他介紹馬漢與利特爾和布朗出版社聯絡，該公司於10月要求馬漢再寫一章總結他的分析，成為本書飽受議論的第一章。

## 譯本
此書最早翻譯是法國海軍部的《海軍和殖民地評論》（Revue maritime et coloniale）雜誌於1894年起分16期連載。:98俄文譯本於1895年出版。:16日本水交社於1896年將此書譯為日文《海上權力史論》，由東邦協會出版，封面內頁由海軍上將西鄉從道侯爵題字「要在制海」。德文譯本於1898年出版，法文譯本於1899年出版，瑞典文與西班牙文譯本於1900年出版。:16-18
此書中譯始於1900年3月，日本乙未会在上海出版的中文月刊《亚东时报》开始连载日本人剑潭钓徒譯的《海上权力要素论》。1910年前后，中国留日海军学生在東京创办的《海军》季刊连载齐熙譯的《海上权力之要素》，但兩者都沒有譯完第一章就停止。全本中譯有1990年海軍學術月刊社出版的《海權對歷史的影響》，1998年中国人民解放军出版社出版的《海权对历史的影响：1660~1783》，2000年军事科学出版社出版的《影響历史的海权论：马漢《海权对历史的影响, 1660--1783》浅说》等。